# Mortal Kombat (Computerspiel, 1992)
Mortal Kombat ist ein Videospiel aus dem Kampfspiel-Genre, welches von Programmierer Ed Boon und Designer John Tobias konzipiert und von der US-amerikanischen Softwarefirma Midway (heute NetherRealm Studios) entwickelt wurde. Die 1992 in Spielhallen erschienene Antwort auf das populäre Capcom-Spiel Street Fighter II bildet den Grundstein der heute meistverkauften Spielreihe des Genres. Das Spiel enthält äußerst explizite Gewaltdarstellungen, die teilweise zur Gründung des Entertainment Software Rating Board (ESRB) sowie zur vorübergehenden Indizierung durch die BPjS führten. Es erschienen mehrere Fortsetzungen, Spielfilme, Trickfilme, TV-Serien und Merchandising-Produkte.
Wie auch bei den Nachfolgern Mortal Kombat II und Mortal Kombat 3 wurden Schauspieler gefilmt und mit der Bluescreen-Technik digitalisiert und nicht wie bei vielen anderen Videospielen gezeichnet.

## Entwicklung
1991 entschied der Arcade-Automaten-Hersteller Williams ein Kampfspiel in Konkurrenz zum damals sehr erfolgreichen Street Fighter II auf den Markt zu bringen. Ed Boon und John Tobias führten das Projekt-Team während der zehnmonatigen Entwicklung an.
Um sich von der Vielzahl anderer Street-Fighter-II-Imitationen abzuheben, entschieden sich Boon und Tobias gleich zu Beginn für eine zu der Zeit ungewöhnliche Spielgrafik: Statt die Sprites, mit denen die Kämpfer und ihre Bewegungsabläufe im Spiel dargestellt werden, per Hand zeichnen zu lassen, wurden digitalisierte Aufnahmen in das Spiel übernommen. Gleichzeitig wurde die Größe der Spielfiguren so maximiert, dass die Spielbarkeit gerade noch gewährleistet war. Die Technik zur Digitalisierung war bei Williams bereits vorhanden und zuvor für die Spiele NARC (1988) und Terminator 2: Judgment Day (First-Person-Lightgun-Shooter, 1991) eingesetzt worden.
Vom Vorbild Street Fighter II wurden die populären Spezialattacken, die durch gewisse, nicht dokumentierte Tastenkombinationen ausgelöst werden und die es herauszufinden galt, übernommen.
Zusätzlich entstanden die Fatalities genannten, geheimen Spielzüge aus folgender Beobachtung: Bei vielen anderen Kampfspielen wurden die Kämpfer für eine kurze Zeit benommen, wenn sie einen „Volltreffer“ erlitten hatten. Für einen Augenblick waren sie dann einem weiteren Schlag des Gegners gegenüber wehrlos, bevor sie wieder aktiv eingreifen konnten. Bei Mortal Kombat wurde dieser Mechanismus an das Ende des Kampfes verlagert. Am Ende der letzten Runde, wenn der Sieger feststand, kam an ihn die Aufforderung „Finish him!“ bzw. „Finish her!“. Sofern er die Kombination für die Fatality kannte, konnte er den bereits geschlagenen Gegner töten. Ed Boon berichtet zur Entstehung der Fatalities, dass aus dem Entwicklungsteam der Vorschlag kam, „etwas Grausames zu machen“. In der Folge wurde für jeden Kämpfer eine andere Fatality entworfen: Kano etwa reißt seinem Gegner das Herz aus der Brust und Sub-Zero reißt den Kopf mitsamt Wirbelsäule ab. Dass gerade die Fatalities das Spiel so populär machen würden, war den Entwicklern nicht bewusst. Man nahm an, dass die dafür notwendigen Kombinationen zu kompliziert wären und nur von wenigen Spielern entdeckt würden. Neben den kämpferbezogenen Fatalities wurden auch Pit Fatalities in das Spiel eingebaut: Einige Arenen bieten die Möglichkeit, Eigenschaften der Umgebung zur Tötung des besiegten Gegners zu nutzen.
Außerdem gab es Geheimcharaktere und Easter Eggs.
Die Heimumsetzung von Mortal Kombat wurde 1993 mit einer für Videospiele ungewöhnlich aufwendigen Vermarktungsstrategie veröffentlicht, in der man innerhalb der Mortal-Monday-Kampagne eine wahre Flut an Fernsehwerbungen sendete. Alle Konsolenvarianten kamen am selben Tag in die Läden.

## Handlung
Da die Mächte von Outworld sich das Erdenreich untertan machen wollen, führten die Elder Gods die Mortal-Kombat-Turniere ein. Bevor die Krieger von Outworld nicht zehn Turniere in Folge gewonnen haben, ist ihnen eine Invasion der Erde nicht gestattet (aus diesem Grund greift Shao Kahn, Herrscher von Outworld, in der Vorgeschichte zu Mortal Kombat III zu einer List, um dennoch einen Invasionsversuch unternehmen zu können). Da jeder Charakter eine eigene Geschichte samt eigenem Abspann hat und diese sich zum Teil gegenseitig widersprechen können, bleiben nur Teile des Handlungsverlaufs im nachfolgenden Teil erhalten.
Die Verfilmungen greifen zwar auf die Geschehnisse der Spielreihe zurück, weichen jedoch zum Teil erheblich voneinander ab. So wird beispielsweise Liu Kang, Mönch der White Lotus Society, in der Filmreihe als Nachfahre des 500 Jahre vor der Handlung des ersten Films und Spiels durch den Shokan-Prinzen Goro getöteten Kung Lao (um den sich die Serie Mortal Kombat: Conquest dreht) angeführt, obwohl dies in der Spielreihe nur auf den in den Filmen nicht vertretenen und ebenfalls der White Lotus Society zugehörigen Kung Lao zutrifft.
Seit der Shokan-Prinz Goro vor 500 Jahren den großen Kung Lao besiegte, ist er amtierender Champion. Die aus unterschiedlichen Gründen, zum Teil unter Zwang (Lt. Sonya Blade gehört einer auf den ebenfalls antretenden Verbrecher Kano angesetzten Spezialeinheit an, deren andere Mitglieder von Shang Tsung in Gefangenschaft gehalten werden und für deren Freiheit sie anzutreten hat) oder auf Einladung des Halbgottes Raiden antretenden Kämpfer müssen einen zehnten Sieg Goros und Shang Tsungs verhindern. Manche der Kämpfer aber wollen aus Neugierde oder sonstigen Gründen antreten.

## Charaktere
Das Mortal-Kombat-Universum besteht aus über 70 Charakteren, die in den Spielen und Filmen mitwirken. Hier ein paar der bekanntesten und wichtigsten Charaktere im Überblick.

### Johnny Cage
Cage ist ein US-amerikanischer Martial-Arts-Schauspieler, der am Mortal-Kombat-Turnier teilnimmt, um seinen Kritikern seine wahren Fähigkeiten zu beweisen. Im Laufe dieses Turniers schließt er sich den Kriegern von Lord Raiden an, was ihn dazu bewegt, an den folgenden Ereignissen teilzunehmen. Er hat immer seine Sonnenbrille als sein Markenzeichen dabei. Eine seiner Attacken, die bei Mortal-Kombat-Fans sehr bekannt ist, ist der Schlag in die Weichteile des Gegners, der diesen für einen kurzen Augenblick wehrlos macht.

### Liu Kang
Diese Hauptfigur ist ein chinesischer Shaolin-Mönch. Er stellt in den ersten vier Spielen den Helden dar, der jedes Mal den jeweiligen Anführer der Antagonisten besiegt und somit die Kämpfe zugunsten der Erde entscheidet.
Am Anfang des fünften Teils „Deadly Alliance“ wird er von Shang Tsung und Quan Chi angegriffen und getötet. Im sechsten Teil „Deception“ wird Liu Kang durch den korrumpierten Raiden wiederbelebt und existiert nun als böse gesinnter Zombie, der Rache an Shang Tsung und Quan Chi sucht. Im Spin-off der Spielserie in 2011 wird Liu Kang umgebracht, von Raiden selbst, was viele Mortal-Kombat-Liebhaber schockte, weil er der Held sein sollte. Raiden hat ihn aus Versehen getötet, nachdem sich Liu Kang ihm widersetzt hat und ihn attackieren wollte. Er konnte Raiden einfach nicht vertrauen.

### Sub-Zero
Sub-Zero ist ein Ninja des chinesischen Lin-Kuei-Clans, einer skrupellosen Organisation von Attentätern. Er trägt in jedem Spiel eine blaue Ninja-Uniform, zuerst maskiert, in späteren Spielen aber auch öfter ohne Maske. Seine spezielle Fähigkeit ist das erschaffen von Eisbällen, die den Gegner im Kampf für lange Zeit einfrieren können.
Die Geschichte des Charakters Sub-Zero ist eng mit dem Charakter Scorpion verknüpft. Sie werden (im Mortal-Kombat-Film von 1995) als Todfeinde bezeichnet und sind für den Tod des jeweils anderen verantwortlich. Im Auftrag seines Klans ermordete Sub-Zero Scorpion vor dem 1. Mortal-Kombat-Turnier. Während des ersten Turniers rächte sich Scorpion und tötete Sub-Zero. Ab dem zweiten Teil übernahm dessen jüngerer Bruder (Kuai Liang) die Rolle des Sub-Zero. Der getötete ältere Bruder (Bi-Han) kehrte später als schwarzer Ninja „Noob Saibot“ (Anm.: ein Wortspiel aus den umgedrehten Namen der beiden Entwickler Boon und Tobias) zurück; diese wahre Identität wurde allerdings erst im sechsten Teil bekannt.
Während der ältere Bruder (Bi-Han) Attentate für die Lin Kuei durchführte, schloss sich der jüngere Bruder (Kuai Liang) der Seite der Guten an, und rebellierte gegen seinen Klan, welchen er später ebenfalls in eine Organisation des Guten verwandelte.

### Scorpion
Ein untoter Ninja, der zunächst Rache an Sub-Zero sucht. Dieser hatte ihn getötet, doch Scorpion wurde erlaubt, das Reich der Toten („Netherrealm“) zu verlassen und seinen Tod zu rächen. Nach MK2 wird er zum Beschützer des jüngeren Sub-Zero (als Wiedergutmachung für die Tötung dessen Bruders). Jedoch will er ihn auch töten, nachdem er vom Zauberer Quan Chi erfährt, dass der jüngere Sub-Zero seine Familie getötet hat. Im vierten Teil stellt sich heraus, dass der Mörder von Scorpions Familie in Wirklichkeit der Zauberer Quan Chi war. Im sechsten Teil wird er zum Champion of the Elder Gods und wird zu ihrer Waffe gegen Onaga. Im Gegenzug soll Scorpions Clan, die Shirai Ryu, und seine Familie wiedererweckt werden. Jedoch lassen die Elder Gods sie als Untote auferstehen, weswegen Scorpion sich nun an ihnen rächen will, indem er Taven und Deagon besiegt und damit ihren Plan, das Armageddon zu verhindern, vereitelt. Jedoch wird Scorpion von Taven besiegt.
Scorpion trägt die gleiche Ninja-Uniform wie Sub-Zero, allerdings mit den bei Sub-Zero blauen Teilen in gelb. Das gelbe Outfit trägt Scorpion, weil in Sub-Zeros Clan die Farbe Gelb als Farbe der Feigheit angesehen wird; somit verhöhnt er mit dem Tragen der gelben Uniform den Clan. Sein Markenzeichen ist die an einem Seil angebrachte Speerspitze, mit der er seine Gegner aufspießt und an sich heranzieht, wobei er „GET OVER HERE!“ oder „COME HERE!“ sagt (in den Filmen und Mortal Kombat: Conquest hat er stattdessen eine Schlange, die aus seiner Handfläche kommt).
Zudem hat er einen Cameo-Auftritt in Drawn Together.

### Raiden
Der Donnergott Raiden (im ersten Film gespielt von Christopher Lambert) nimmt die Gestalt eines Sterblichen an, um am Mortal-Kombat-Turnier teilzunehmen. Er ist unter den Göttern der Schutzpatron des Earthrealm (Erdenreichs) und setzt im Kampf auf seine Fähigkeiten, Blitz und Donner zu kontrollieren. Als er am Anfang von „Deception“ im Kampf gegen den Drachenkönig Onaga starb, wurde er im Earthrealm wiedergeboren. Als er erfuhr, dass der sterbliche Shujinko die Schuld an der Wiederkehr Onagas hatte, veränderte dies sein Wesen drastisch. Anstatt das Leben der Erdenbewohner mit Respekt zu behandeln und zu beschützen, entschloss er sich nun, das Erdenreich um jeden Preis zu verteidigen; auch wenn dies die Tötung von „törichten“ Sterblichen erfordere. Nachdem Shao Kahn nach Mortal Kombat Armageddon alle Reiche erobert und Raiden besiegt hat, schickt dieser eine Nachricht an sein Ich zu Zeiten des ersten Mortal Kombat, was zu einer neuen Zeitlinie führt.

### Sonya Blade
Lieutenant Sonya Blade ist Mitglied einer US-Sondereinheit. Sie nimmt unfreiwillig am ersten Turnier teil, nachdem Kano ihren Partner getötet hat. Das geschieht, nachdem sie sich auf der Suche nach Kano auf Shang Tsungs Schiff geschlichen hat, und zur Teilnahme am Turnier gezwungen worden ist. In den folgenden Teilen arbeitet Sonya zusammen mit ihrem Partner Jax auf der Seite der Guten. In Mortal Kombat X hat sie mit Johnny Cage eine Tochter namens Cassandra, die fast immer nur „Cassie“ genannt wird und die Fähigkeiten von ihrem Vater geerbt hat.

### Kano
Der Australier Kano ist Leiter des Verbrecherkartells Black Dragon (schwarzer Drache) und wird von Sonya gejagt. Trotz vieler Fehlschläge schafft es Kano immer wieder durch geschickte Manipulation, sich einen guten Rang in den Reihen der Bösen auszuhandeln. Er ist ein Halsabschneider ohne Ehre und schließt sich immer der Seite an, für die die Karten gerade am besten stehen, obwohl er sich nie mit den Kriegern der Erde alliiert hat. Sein Markenzeichen sind die Metallplatte und das künstliche, rot glühende Auge seiner rechten Gesichtshälfte.

### Shang Tsung
Shang Tsung ist ein viele tausend Jahre alter Zauberer, der von seinem Meister verflucht wurde, und deswegen menschliche Seelen braucht, um sich am Leben zu halten. Er versucht in den ersten drei Spielen, mit seinem Meister Shao Kahn die Erde zu unterwerfen. Ab dem fünften Teil, mit dem vermeintlichen Tod von Shao Kahn, agiert Shang Tsung auf eigene Faust. Er stirbt zusammen mit Raiden und Quan Chi am Anfang des sechsten Teils im Kampf gegen Onaga.

### Weitere Charaktere
Weitere Figuren aus der Serie sind z. B. das humanoide Reptil Reptile, der vierarmige Prinz Goro, Prinzessin Kitana, ihr Bodyguard Jade, sowie Kitanas böser Klon Mileena, der Shaolin Kung Lao, dessen Cousin Kung Jin, die Cyborg-Ninjas Sektor, Cyrax und Smoke (in Mortal Kombat X auch gemeinsam als Triborg), sowie der Herrscher der Outworld, Shao Kahn. Außerdem noch Sheeva, Stryker, Kabal, Baraka, Shinnok, Ermac, Quan Chi, Nightwolf, Jackson Briggs oder auch „Jax“, seine Tochter Jacqueline (genannt „Jacqui“), Kintaro, Kenshi, sein Sohn Takeda usw.

## Rezeption

### Erste Reaktionen
Die Fatalities sorgten ebenso wie die für damalige Verhältnisse sehr realistisch dargestellten Spielfiguren für kontroverse Diskussionen. Für einen Spieler, der die geheimen Kombinationen kannte, bedeutete dies Prestige in den öffentlichen Spielhallen. Die breite Diskussion um Mortal Kombat war für die Umsätze mit dem Automatenspiel sehr förderlich: Der sofort einsetzende Erfolg von Mortal Kombat übertraf sogar das sehr populäre Street Fighter II.

### Gewaltdiskussion
Die Umsetzung für Heimkonsolen führte in den USA zu einer Welle der Entrüstung unter Eltern und Politikern, da Videospiele zuvor meist nur mit nahezu gewaltfreien Spielen wie Super Mario oder Sonic the Hedgehog assoziiert worden waren. Dies führte schließlich sogar dazu, dass der konservative Senator Joe Lieberman in einer Rede vor dem Kongress forderte, Spiele wie Mortal Kombat und das ebenso kontrovers gesehene Night Trap per Verfassung verbieten zu lassen.
In Deutschland wurde das Spiel 1994 von der damaligen Bundesprüfstelle für jugendgefährdende Schriften indiziert und durch Beschluss des Amtsgerichts München bundesweit die Beschlagnahmung wegen Gewaltdarstellung gem. § 131 StGB angeordnet. Sie stellte den Verkauf an Minderjährige, die Zurschaustellung oder das Bewerben des Spiels unter Strafe, nicht jedoch den Besitz. Im Oktober 2019 wurden zunächst die Beschlagnahmung und im März 2020 dann auch die Indizierung des Spiels wieder aufgehoben.